# San José del Cabo

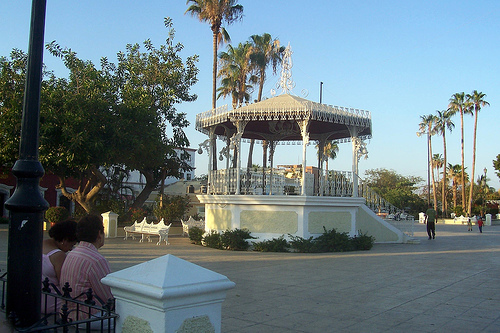
Ett torg i San José del Cabo.

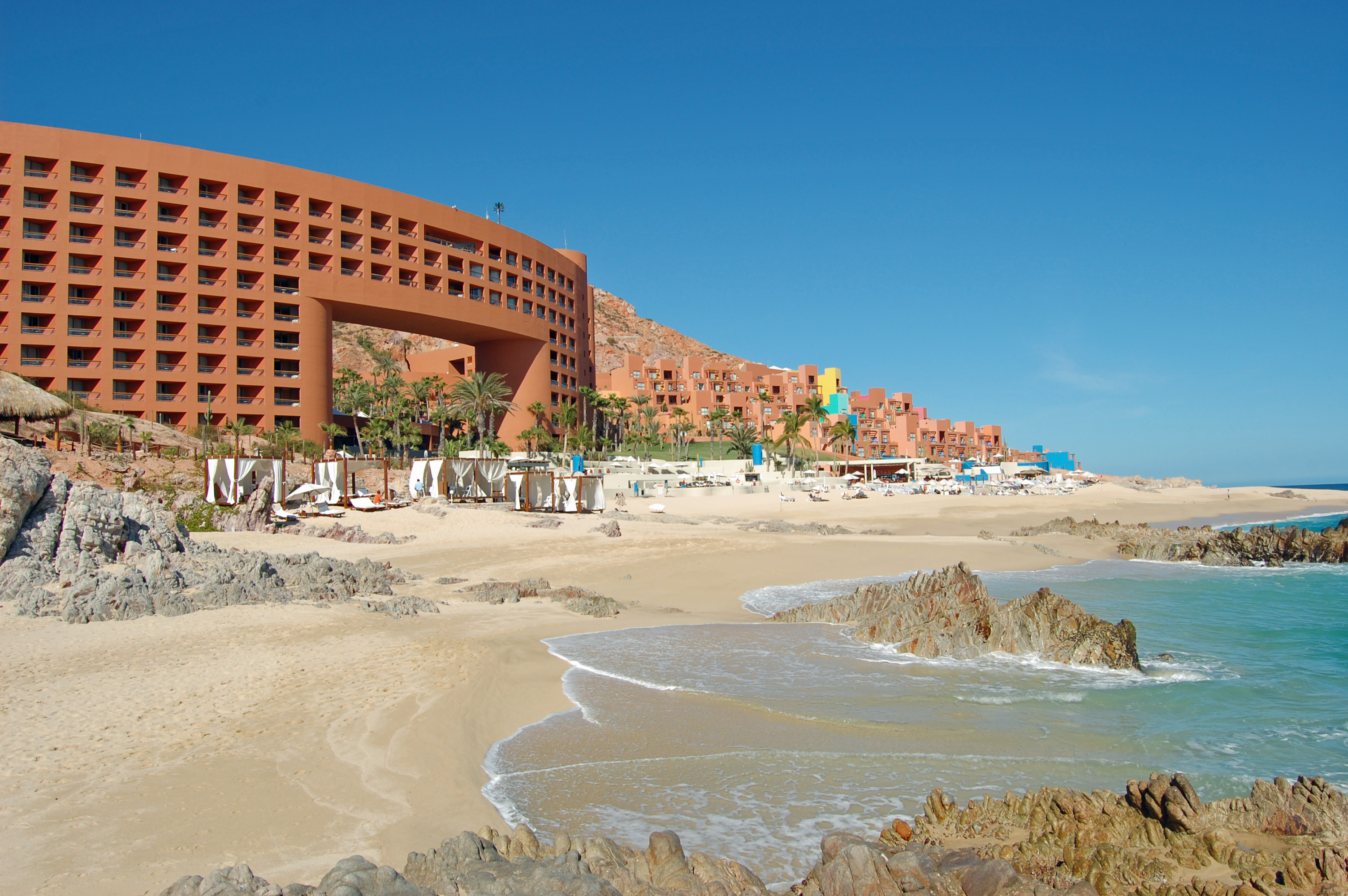
Ett hotell i San José Del Cabo.

San José del Cabo är en turistort i västra Mexiko och är belägen i den södra delen av halvön Baja California. Den ligger i delstaten Baja California Sur och är administrativ huvudort för kommunen Los Cabos. Orten har cirka 85 000 invånare. Strax norr om San José del Cabo ligger Los Cabos internationella flygplats, och några mil i sydväst ligger den jämnstora turistorten Cabo San Lucas.

## Klimat
San José del Cabo har ett tropiskt torrt ökenklimat. Den årliga genomsnittliga temperaturen är 30 °C under dagen och 19 °C under natten. Luftfuktigheten är i regel låg året runt, men kan dock stiga ifall tropiska stormar passerar längs staden. Temperaturen regleras av havsbrisen från både stilla havet och californiaviken, men rör man sig endast ett tiotal kilometer inåt land kan temperaturen vara hela 10 °C högre.
Havstemperaturen är 22 °C som lägst under vintern, och 29 °C som högst under sommaren.
Normala temperaturer och nederbörd i San José del Cabo
|                                            | Jan | Feb | Mar | Apr | Maj | Jun | Jul | Aug | Sep | Okt | Nov | Dec |
| ------------------------------------------ | --- | --- | --- | --- | --- | --- | --- | --- | --- | --- | --- | --- |
| Normaldygnets maximitemperaturs medelvärde | 26  | 26  | 27  | 29  | 31  | 32  | 33  | 35  | 34  | 32  | 30  | 27  |
| Normaldygnets minimitemperaturs medelvärde | 14  | 14  | 15  | 17  | 19  | 22  | 24  | 25  | 24  | 22  | 19  | 16  |
|                                            |     |     |     |     |     |     |     |     |     |     |     |     |
| Nederbörd                                  | 14  | 4   | 1   | 1   | 0   | 1   | 22  | 41  | 71  | 34  | 12  | 13  |

| Diagram | temperaturer i °C • månadsnederbörd i mm | temperaturer i °C • månadsnederbörd i mm | temperaturer i °C • månadsnederbörd i mm | temperaturer i °C • månadsnederbörd i mm | temperaturer i °C • månadsnederbörd i mm | temperaturer i °C • månadsnederbörd i mm | temperaturer i °C • månadsnederbörd i mm | temperaturer i °C • månadsnederbörd i mm | temperaturer i °C • månadsnederbörd i mm | temperaturer i °C • månadsnederbörd i mm | temperaturer i °C • månadsnederbörd i mm | temperaturer i °C • månadsnederbörd i mm |
|         | 14 26 14                                 | 4 26 14                                  | 1 27 15                                  | 1 29 17                                  | 0 31 19                                  | 1 32 22                                  | 22 33 24                                 | 41 35 25                                 | 71 34 24                                 | 34 32 22                                 | 12 30 19                                 | 13 27 16                                 |

| Jan   | Feb   | Mar   | Apr   | Maj   | Jun   | Jul   | Aug   | Sep   | Okt   | Nov   | Dec   |
| ----- | ----- | ----- | ----- | ----- | ----- | ----- | ----- | ----- | ----- | ----- | ----- |
| 23 °C | 22 °C | 22 °C | 23 °C | 24 °C | 25 °C | 27 °C | 29 °C | 29 °C | 29 °C | 27 °C | 25 °C |